# 藤原直方
藤原 直方（ふじわら の なおかた）は、平安時代前期の貴族。右大臣・藤原良相の子。官位は従四位下・阿波権守。

## 経歴
貞観5年（863年）清和天皇が太政大臣・藤原良房邸に行幸した際、妹・多美子と共に叙位を受けて従五位下に叙せられ、翌貞観6年（864年）左兵衛権佐に任ぜられる。父・良相の後押しもあり、貞観8年（866年）には従五位上・次侍従に叙任され順調に昇進する。しかし、父・良相が同年に発生した応天門の変で政治的影響力を失い、翌貞観9年（867年）薨去して以降、直方の昇進は遅滞する。
陽成朝の元慶3年（879年）従四位下に叙せられるが、その時点で散位であり、その後もしばらく官職に任ぜられた記録はなく、仁和2年（886年）には阿波権守として地方官に転じている。

## 人物
才能と品行を称えられたという。

## 官歴
『日本三代実録』による。
- 貞観5年（863年）10月21日：従五位下
- 貞観6年（864年）3月8日：左兵衛権佐
- 貞観7年（865年）6月26日：左相撲司
- 貞観8年（866年）3月23日：従五位上。12月29日：次侍従
- 時期不詳：正五位下
- 元慶3年（879年）正月7日：従四位下
- 仁和2年（886年）正月16日：阿波権守

## 系譜
- 父：藤原良相
- 母：不詳
- 妻：不詳
- 生母不詳の子女
  - 男子：藤原輔夏